# Traquée (film, 2023)
Pour les articles homonymes, voir Traquée.
Pour plus de détails, voir Fiche technique et Distribution.
Traquée (No One Will Save You) est un film américain réalisé par Brian Duffield et sorti en 2023.
Le film est sorti au cinéma le 19 septembre 2023 dans quelques salles américaines avant sa diffusion sur Hulu aux États-Unis. À l'international, il est sorti le 22 septembre 2023 sur Disney+. Il reçoit des critiques globalement positives.
Le film fait le choix artistique de n'inclure presque aucun dialogue ou échange verbal à haute et intelligible voix. La majorité des sons produits par les personnages sont des bruits de respirations, des cris de panique ou de terreur. Lorsqu'un personnage parle, le son de sa voix est étouffé, ou bien est assimilé à un bruit de fond.

## Synopsis
Brynn Adams, est une jeune femme qui vit seule dans la maison de son enfance. Celle-ci est soudain envahie par des visiteurs extraterrestres.

## Fiche technique
Sauf indication contraire, les informations mentionnées dans cette section peuvent être confirmées par la base de données cinématographiques IMDb,  présente dans la section « Liens externes ».
- Titre original : No One Will Save You
- Titre français et québécois : Traquée
- Réalisation et scénario : Brian Duffield (en)
- Musique : Joseph Trapanese
- Direction artistique : Kristin Lekki
- Décors : Ramsey Avery
- Costumes : Natalie O'Brien
- Photographie : Aaron Morton
- Montage : Gabriel Fleming
- Production : Brian Duffield, Allan Mandelbaum, Tim White et Trevor White

Producteurs délégués : Kaitlyn Dever, Joshua Throne
- Effets spéciaux : DNEG
- Sociétés de production : 20th Century Studios et Star Thrower Entertainment
- Sociétés de distribution : Disney+ (France), 20th Century Studios / Hulu (États-Unis)
- Pays de production :  États-Unis
- Langue originale : aucune (sonore sans dialogue)
- Format : couleur
- Genre : science-fiction, horreur thriller
- Durée : 93 minutes
- Dates de sortie[1] :
  - États-Unis : 19 septembre 2023 (sortie limitée en salles)
  - Monde : 22 septembre 2023 (vidéo à la demande)
- Classification[2] :
  - États-Unis : PG-13

## Distribution
- Kaitlyn Dever : Brynn Adams
- Ginger Cressman : l'invitée de la fête
- Zack Duhame : le facteur
- Geraldine Singer : Mme Collins
- Dari Lynn Griffin : Maude Collins

## Production
No One Will Save You est initialement un script spéculatif écrit par Brian Duffield (en) en 2019. En avril 2021, il est annoncé que 20th Century Studios l'a acquis et que Brian Duffield le mettra lui-même en scène. Kaitlyn Dever est ensuite annoncée dans le rôle principal.
Avec un budget estimé à 22,8 millions de dollars (hors déductions fiscales), Le tournage a lieu d'avril à juin 2022,. Il se déroule à La Nouvelle-Orléans. Les effets spéciaux sont réalisés par DNEG.

## Accueil
Sur l’agrégateur de critiques Rotten Tomatoes, il obtient 76 % d'avis favorables pour 54 critiques et une note moyenne de 6,7⁄10. Le consensus suivant résume les critiques compilées par le site : « Thriller d'intrusion avec une touche extraterrestre, No One Will Save You propose encore plus de plaisir de genre de la part du scénariste-réalisateur Brian Duffield – et prouve que Kaitlyn Dever n'a pas besoin de beaucoup de dialogue pour contrôler l'écran ». Sur Metacritic, qui utilise une moyenne pondérée, le film obtient une note de 65⁄100 pour 14 critiques.